# Lu Jeu Sham
Lu Jeu Sham (En xinès: 沈呂九) (28 d'abril 1938) és un físic xinès conegut per la seva feina amb el Nobel de física Walter Kohn en les anomenades equacions de Kohn i Sham.
La família de Lu Jeu Sham era de Fuzhou, Fujian, però ell nasqué al Hong Kong britànic el 1938. Rebé la seva llicenciatura a l'Imperial College London el 1960 i el seu doctorat de física a la Universitat de Cambridge el 1963. Sham four professor al Department de Física a la Universitat de Califòrnia a San Diego, d'on actualment n'és professor emèrit. Sham va ser seleccionat a L'Academia Nacional de Ciències dels Estats Units el 1998.
Sham és conegut per la seva feina en la teoria del funcional de la densitat (DFT) amb Walter Kohn, en el que resultà en les conegudes equacions de Kohn i Sham. El mètode de Kohn i Sham és molt utilitzat en simulacions en física de materials i química quàntica. Walter Kohn rebé el Premi Nobel de química el 1998 pel seus desenvolupaments en la DFT.